# Miodrag Nikolić
Pour les articles homonymes, voir Nikolić.
Miodrag Nikolić (en serbe cyrillique : Миодраг Николић ; né le 2 mai 1950) est un homme politique serbe. Il est président du Mouvement pour le renouveau économique de la Serbie et député à l'Assemblée nationale de la République de Serbie.

## Parcours
Aux élections législatives serbes de 2012, Miodrag Nikolić figure en 23e position sur la liste de la coalition Donnons de l'élan à la Serbie, emmenée par Tomislav Nikolić qui était alors président du Parti progressiste serbe (SNS) ; il y représente la municipalité de Jagodina. La coalition recueille 24,04 % des voix et remporte ainsi 73 sièges sur 250 à l'Assemblée nationale de la République de Serbie, ce qui lui vaut de devenir député.
À l'assemblée, il est inscrit au groupe parlementaire du SNS et participe aux travaux de la Commission de l'économie, du développement régional, du commerce, du tourisme et de l'énergie.